# Мошер, Гарри Стоун
Гарри Стоун Мошер (англ. Harry Stone Mosher; 31 августа 1915, Сейлем, Орегон, США — 2 марта 2002, Станфорд, Калифорния, США) — американский химик, изобретатель кислоты Мошера.

## Биография
Мошер посещал Уилламеттский университет (англ. Willamette University) в Салеме, штат Орегон, где он получил степень бакалавра по химии в 1937 году. Он продолжил обучение в Государственном Университете штата Орегон, где получил степень магистра в 1938 году. Затем он вернулся в Уилламеттский университет и преподавал там один год. В 1939 году он продолжил свою работу в Университете штата Пенсильвания под руководством Фрэнка Уитмора, знаменитого химика-органика. В 1942 году Мошер защитил диссертацию по органической химии. Он остался работать в Государственном Университете Пенсильвании в должности младшего профессора, возглавляя ученую группу по синтезу лекарственных веществ против малярии для Национального научного фонда и производство ДДТ с Комитетом военно-промышленного производства. В 1944 году Мошер женился на Кэрол Уокер (Carol Walker), студентке-выпускнице химического факультета того же университета. Три года спустя Мошер принял предложение работать младшим профессором в Стэнфордском университете на химическом факультете. Тогда же он с семьей переехал в Калифорнию. В этом же году его супруга также стала работать в Стэнфордском Исследовательском Институте, позже она стала старшим химиком-органиком.

## Исследовательская работа
Работая в Стэнфорде, Мошер преподавал органическую химию и проводил исследования в разделе химии натуральных продуктов и стереохимии. Он совместно с его аспирантом Melanchton Brown идентифицировал ядовитый токсин, вырабатываемый калифорнийским тритоном, который обитает в станфордском озере Лагунита, называемый тарихатоксин (tarichatoxin). Они позже обнаружили, что это тот же самый токсин, который вырабатывает и Иглобрюхие, которых используют в редких видах суши, так что если неправильно его приготовить, токсин может парализовать и убить человека, съевшего это блюдо. Мошер установил структуру токсина, который известен как Тетродотоксин. Мошер работал над многими другими природными соединениями, включающими растительные пигменты и токсические вещества.
Мошер также изобрел т. н. «Реагент Мошера» или Кислоту Мошера, которая используется для измерения степени лево- или право-хиральности в органических молекулах.

## Награды и звания
Мошер получил звание почетного доктора от Уилламеттского университет. Он также являлся председателем калифорнийской секции Американского Общества Химиков в 1955 году и на ACS National Council, обе должности были выборные. В 1978 году Мошер получил Abraham Ottenberg Service Award от ACS. Два года спустя, ACS учредило награду имени Гарри и Кэрол Мошеров в области химии.

## Последние годы
Мошер ушел на пенсию из Стенфордского университета в 1981 году. В последние годы он активно играл в теннис и катался на лыжах, а также регулярно встречался со своими коллегами в факультетском клубе университета. Он скончался в 2001 году в окружении супруги, трех детей и пяти внуков.